# Microchilus ruizteranii
Microchilus ruizteranii är en orkidéart som beskrevs av Paul Ormerod. Microchilus ruizteranii ingår i släktet Microchilus och familjen orkidéer. Inga underarter finns listade i Catalogue of Life.